# Бриер, Жан
Жан-Фернан Бриер (гаит. креол. Jean-Fernand Brierre; 28 сентября 1909 года ― 24/25 декабря 1992 года) ― гаитянский дипломат, поэт, драматург и журналист. Считается одним из самых выдающихся гаитянских писателей. Был послом Гаити в Аргентине.

## Биография
Жан Бриер родился в Жереми и был сыном Фернана Бриера и Анриетты Дезруильер. Его род восходит к французскому поселенцу Франсуа Бриеру, который купил на аукционе в Сен-Доминге (Гаити) чернокожую дагомейку по имени Розетта, сестру Мари-Кссетт Дюма, которая родила генерала Тома-Александра Дюму в Жереми, который был отцом великого французского писателя Александра Дюма.
Бриер в девятнадцатилетнем возрасте стал директором Нормальной школы Шатара в 1928 году. Впоследствии, когда ему исполнился 21 год, Бриер был назначен секретарём дипломатической миссии в Париже, где он также прослушал курс политологии. В 1931 году он начал изучать право и закончил учёбу в 1935 году. Он был начальником Отдела культуры Министерства иностранных дел, директором Туристического бюро, а затем заместителем государственного секретаря Министерства туризма. Бриер был также членом Правительственного совета и был назначен послом Гаити в Буэнос-Айресе. В 1930-х годах начал писать воинственные стихи, в которых выступал против оккупации Гаити Соединёнными Штатами (1915―1934). В его эпических стихах прославлялись герои войны за независимость Гаити и чёрной расы. Его стихотворения «Чёрная душа» (1947) и «Источник» (1956) ― хорошо известные гаитянские образцы поэзии негритюда. В 1932 году Бриер основал газету «La Bataille», в которой нападал на режим Стенио Винсана и американскую оккупацию, что в итоге привело его к тюремному заключению на два года.
Бриер был также педагогом и дипломатом до своего изгнания в 1962 году, куда он отправился после девяти месяцев тюрьмы при режиме Франсуа Дювалье. В основном проживал в Сенегале и вернулся на Гаити после падения режима Жан-Клода Дювалье, сына предыдущего диктатора. Бриер умер в Порт-о-Пренсе в ночь с 24 на 25 декабря 1992 года в возрасте 83 лет. Жан-Франсуа Бриер остается с Эцером Вилером, как один из самых известных поэтов Жереми: благодаря им теперь он имеет прозвище «город поэтов».

## Избранные работы
- Chansons Secrètes (1933)
- Black Soul (1947)
- Les Aïeules (1954)
- Province (1954)
- La nuit (1955)
- La Source (1956)
- Images d'Or (1959)
- Découverte (1960)
- Aux Champs pour Occide (1960)
- Essai sur l'Union soviétique ancienne: Un autre Monde (1973)
- Un noël pour Gorée (1980)
- Sculpture de proue (1983)